# Svarta örns orden (Preussen)
Svarta örns orden, Svarta Örnsorden, (tyska: Orden des schwarzen Adlers), var Kungariket Preussens förnämsta orden. 

## Bakgrund
Orden instiftades av kung Fredrik I vid dennes kröning den 18 januari 1701 och bestod av en enda klass. Ordens stormästare var Preussens kung, och alla prinsar inom det kungliga huset föddes som riddare av densamma. I övrigt förlänades den endast åt utländska furstar och dessas förnämsta dignitärer samt åt inhemska militära och civila ämbetsmän av minst generallöjtnants rang. En ytterligare förutsättning för erhållande var att personen redan tidigare var riddare av Röda örns ordens första klass. En person som tilldelades Svarta örns orden erhöll i och med detta automatiskt även ärftligt preussiskt adelskap. 

## Ordenstecken
Ordenstecknet var ett blåemaljerat, åttauddigt kors (så kallat malteserkors) med statsvapnets svarta krönta örn i de fyra mellanrummen mellan armarna samt initialerna F. R. (= Fridericus Rex) på mittskölden. Det bars i orangefärgat band över vänstra axeln (en ovanlighet; de flesta ordensband bärs över höger axel). Till detta bars även på bröstet en åttauddig kraschan ("plaque") med en svart örn i orangefärgat fält och devisen Suum cuique (latin: åt var och en vad honom tillkommer). Inhemska och utländska prinsar av blodet fick Svarta Örnen med en ordenskedja, som bestod av svarta preussiska örnar och instiftaren Fredrik I:s initialer "FR", omgivna av fyra gyllene kungakronor.

### Galleri

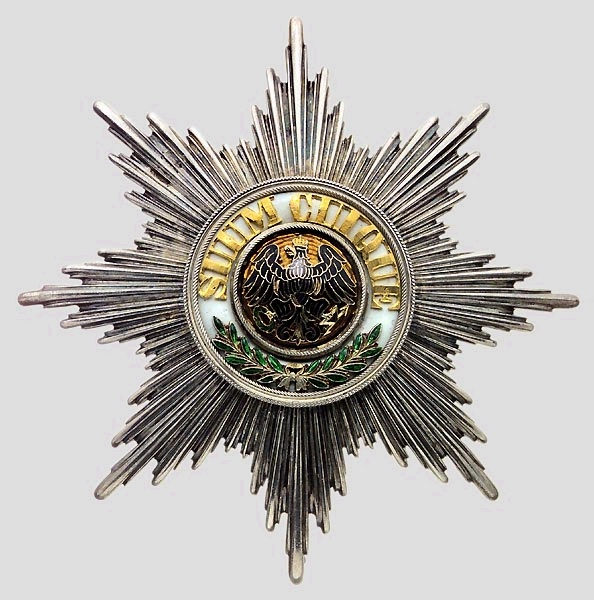
Kraschan ("plaque") för Svarta örns orden.
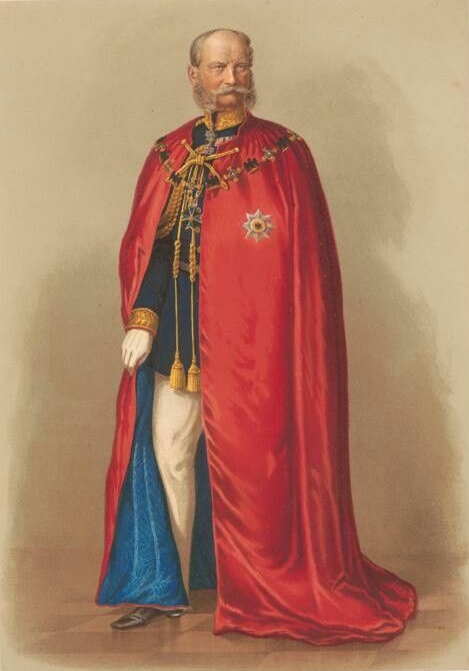
Kung Vilhelm I iförd Svarta örns ordensdräkt.

## Efterspel
Sedan den preussiska och tyska monarkins fall 1918 har orden endast inofficiellt tilldelats medlemmar inom den preussiska kungafamiljen som en så kallad husorden.
Den siste svenske innehavaren var kung Gustaf VI Adolf.